# Aleksei Pogorelov
Aleksei Vasilevich Pogorelov (em russo:  Алексе́й Васи́льевич Погоре́лов, em ucraniano:  Олексі́й Васи́льович Погорє́лов; 2 de março de 1919 — 17 de dezembro de 2002) foi um matemático ucraniano/soviético.
É conhecido por suas contribuições à geometria diferencial.

## Publicações selecionadas
- Topics in the theory of surfaces in elliptic spaces. [S.l.]: Gordon & Breach. 1961
- Extrinsic geometry of convex surfaces. [S.l.]: AMS. 1973
- The Minkowski multidimensional problem. [S.l.]: V. H. Winston. 1978[1]
- Hilbert's fourth problem. [S.l.]: V. H. Winston. 1979[2]
- Bending of surfaces and stability of shells. [S.l.]: AMS. 1988
- Busemann regular G-spaces. [S.l.]: Harwood. 1999
- Geometry [traduzido do russo para o inglês por Leonid Levant, Aleksandr Repyev, e Oleg Efimov.]. Moscow: Mir Publishers (1987). ISBN 0714725536. ISBN 978-0714725536.